# 守谷市市民交流プラザ
守谷市市民交流プラザ（もりやししみんこうりゅうぷらざ）は、守谷市御所ケ丘五丁目にある、市民交流プラザである。

## 概要
2008年（平成20年）4月26日に、常総ニュータウンの開発を行った都市再生機構常総開発事務所跡地を建物ごと利用して設置された、市民交流プラザである。北守谷児童センター（キ・ターレ）、守谷市市民ギャラリー、守谷市民活動支援センター、もりやファミリーサポートセンター、守谷市家庭児童相談室で構成される。
- 所在地 〒302-0119 守谷市御所ケ丘五丁目25番地1
- 開館時間 
  - 北守谷児童センター（キ・ターレ）、市民ギャラリー、守谷市民活動支援センター
    - 毎月第一水曜日、年末年始（12月29日 - 1月3日）を除く終日 10:00 - 20:00（夜間使用がある場合、21:00まで）

  - 守谷市民活動支援センター
    - 月曜日～金曜日 10:00 - 18:00（日曜・年末年始休館日）

  - もりやファミリーサポートセンター
    - 月曜日～金曜日 9:00 - 17:00（日曜・年末年始休館日）

  - 守谷市家庭児童相談室
    - 月曜日～金曜日 8:30 - 17:00（日曜・年末年始休館日）

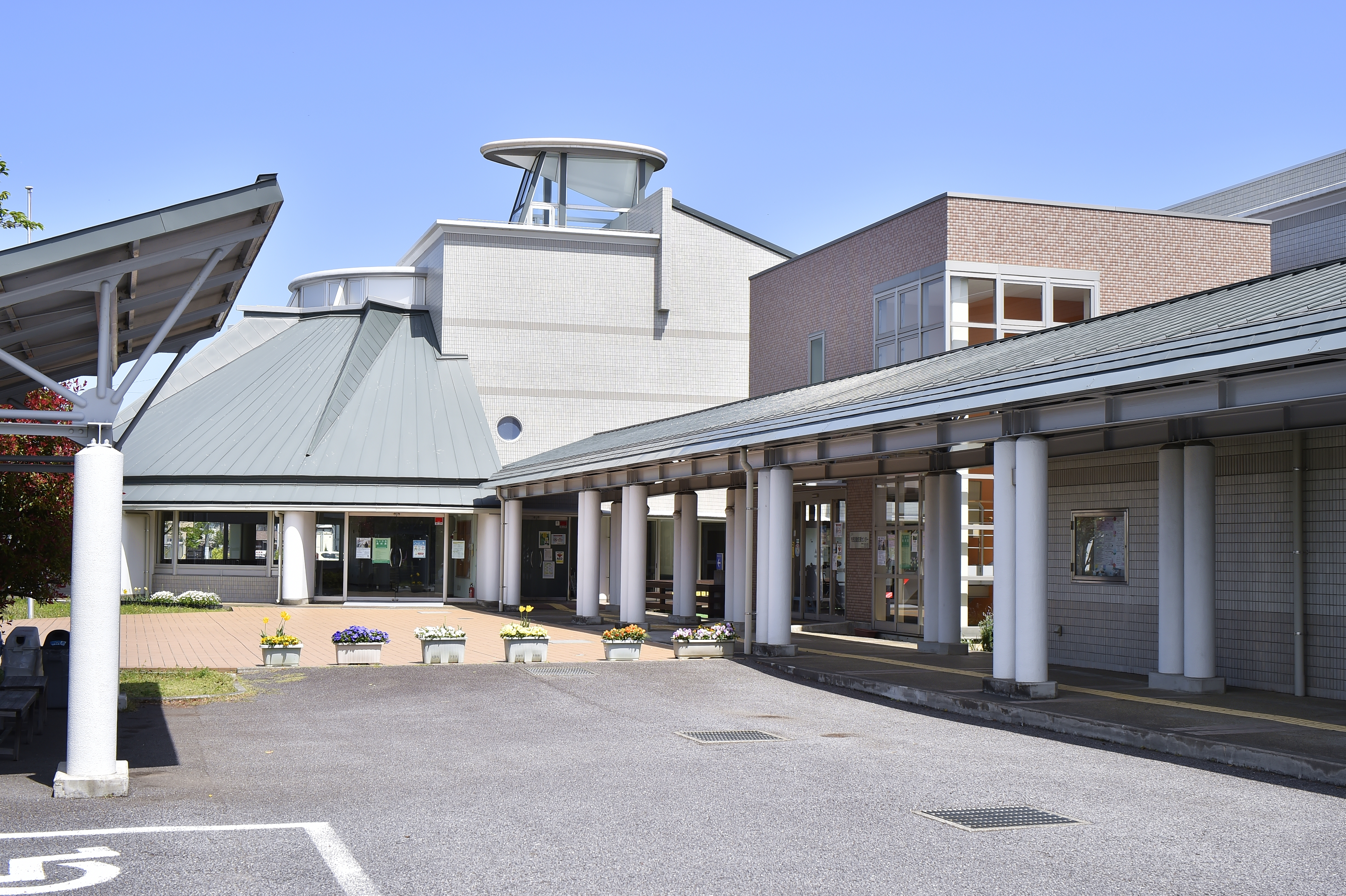
施設建物
1F: 北守谷児童センター（キ・ターレ）
もりやファミリー・サポート・センター
2F: 市民活動支援センター

### 北守谷児童センター（キ・ターレ）
守谷市の北部の拠点となる児童センターである。乳児室、体育館、音楽スタジオなどの施設があり、講座やイベントも行われている。一部施設を除いて料金は無料で、利用対象者は18歳未満、小学校以下の子供の保護者、子ども会等のサークルである。愛称の｢キ・ターレ｣は、北守谷地区の｢キタ｣と｢来れ｣を掛けた造語である。
- 乳児室
- 遊戯室
- 体育館
- 音楽スタジオ（※要予約）
- 視聴覚室・集会室（※要予約）
- 談話コーナー
- 図書メディアコーナー
- 工作室（※要予約）
- 屋外広場

※音楽スタジオ、視聴覚室・集会室、工作室の一般利用は、原則的に18時 - 20時（5月 - 9月）、17時 - 20時（10月 - 4月）である。また、18歳以下の利用は無料（2時間）となる。

### 市民ギャラリー
市民が芸術・文化に関する作品の展示、観賞を行ったり、文化交流の場として利用出来る多目的スペースである。絵画、工芸、手芸、写真、書の展示、楽器演奏、ダンス、踊り、合唱の発表に利用できる。予約は、6ヶ月前～利用日前日までに申し込む必要がある。 

### 守谷市民活動支援センター
ボランティア活動の総合的な活動拠点施設である。ボランティア活動を行っている者、ボランティア活動に興味を抱いている者が気軽に利用することができる。様々な催事・イベントも行われている。
- 会議室
- 打ち合わせコーナー
- 閲覧パソコンコーナー
- コピー機
- 情報掲示板
- チラシ棚
- メールボックス
- 貸しロッカー
- 印刷機
- ラミネート機
- 丁合機

### もりやファミリーサポートセンター
｢みんなで育てよう　もりやの子｣をキャッチフレーズにした会員制サポートセンターである。育児の援助をしたい協力会員を紹介し、保育施設等の送迎、臨時的、突発的なお子さんの預かりなど、育児に関して協力し合うことを目的とした施設である。

### 守谷市家庭児童相談室
0歳から18歳までの子供に関する、家庭での幅広い問題の相談を行っている。南守谷児童センターにて出張相談も行っている。

## 交通機関
当施設は、常総ニュータウン北守谷の｢北守谷遊歩道｣沿いに存在する。

鉄道
- 関東鉄道常総線新守谷駅より徒歩15分

路線バス

首都圏新都市鉄道つくばエクスプレス守谷駅西口1番のりばより
- ｢市民交流プラザ前｣下車前（新守谷駅行・小絹駅行）
- ｢御所ケ丘｣下車徒歩2分（北守谷シャトル）

自家用車

- 常総ふれあい道路、北守谷板戸井線｢市民交流プラザ前｣交差点前。｢御所ケ丘交差点｣南東に専用駐車場有り。